# Municipio de West (Pensilvania)
El municipio de West (en inglés: West Township) es un municipio ubicado en el condado de Huntingdon en el estado estadounidense de Pensilvania. En el año 2000 tenía una población de 528 habitantes y una densidad poblacional de 6.6 personas por km².

## Geografía
El municipio de West se encuentra ubicado en las coordenadas 40°37′00″N 77°57′59″O / 40.61667, -77.96639.

## Demografía
Según la Oficina del Censo en 2000 los ingresos medios por hogar en la localidad eran de $37,917 y los ingresos medios por familia eran de $43,672. Los hombres tenían unos ingresos medios de $29,271 frente a los $21,250 para las mujeres. La renta per cápita de la localidad era de $17,910. Alrededor del 7,4% de la población estaba por debajo del umbral de pobreza.